# Liste der Monuments historiques in Sarrebourg
Die Liste der Monuments historiques in Sarrebourg führt die Monuments historiques in der französischen Gemeinde Sarrebourg auf.

## Liste der Bauwerke
| Bezeichnung                                   | Beschreibung | Standort                                                  | Kennzeichnung | Schutzstatus   | Datum     | Bild           |
| --------------------------------------------- | --- | --------------------------------------------------------- | ------------- | -------------- | --------- | -------------- |
| Chapelle des Cordeliers                       | aus der zweiten Hälfte des 13. Jahrhunderts | Rue Napoléon Ier, place des Cordeliers (Lage)             | PA00106996    | Inscrit        | 1992      | weitere Bilder |
| Villa Weiherstein                             | 1870 erbaut | 31 rue Gambetta (Lage)                                    | PA00107000    | Inscrit        | 1983      | weitere Bilder |
| Stadtbefestigung                              | Mauerzug mit zwei Türmen an der Avenue du Général Fayolle sowie in Häusern erhaltener Mauerzug entlang der Avenue Raymond Poincaré, 13. Jahrhundert  | Avenue du Général Fayolle, avenue Raymond Poincaré (Lage) | PA00106997    | Classé Inscrit | 1908 1980 | weitere Bilder |
| Städtische Bibliothek                         | Portal, 18. Jahrhundert; Bibliotheksgebäude, zweite Hälfte des 19. Jahrhunderts                                                                      | 3 rue du Maréchal Foch, 13, 15 rue de la Paix (Lage)      | PA00106998    | Classé Inscrit | 1980      | weitere Bilder |
| Nécropole nationale des prisonniers de guerre | Friedhof für die in Deutschland gestorbenen Kriegsgefangenen des Ersten Weltkriegs, 1922 angelegt; Skulptur Géant enchaîné von Fredy-Balthazar Stoll | Rue de Verdun (Lage)                                      | PA57000041    | Classé         | 2017      | weitere Bilder |
| Synagoge                                      | zwischen 1845 und 1857 erbaut | 12 rue du Sauvage (Lage)                                  | PA00106999    | Inscrit        | 1984      | weitere Bilder |

## Liste der Objekte
| Bezeichnung                   | Beschreibung | Standort                             | Kennzeichnung | Schutzstatus | Datum | Bild |
| ----------------------------- | --- | ------------------------------------ | ------------- | ------------ | ----- | ---- |
| Skulptur Christus in der Rast | Holz, farbig gefasst, um 1600 | im Pfarrhaus (Lage)                  | PM57000335    | Classé       | 1982  |      |
| Gemälde Heilige Familie       | Ölfarbe auf Leinwand, vergoldeter Holzrahmen, 17. Jahrhundert, nach Pierre Mignard; im Musée de Pays in Sarrebourg | Hoff, in der Kirche St-Martin (Lage) | PM57000334    | Classé       | 1982  |      |
| Weihrauchschiffchen           | Goldschmiedearbeit, 1788/89 | Hoff, in der Kirche St-Martin (Lage) | PM57000926    | Inscrit      | 1996  |      |
| Hauptaltar                    | Altartisch mit Tabernakel, Exposition, Retabel und Gemälde; Holz und Stuck, farbig gefasst, versilbert und vergoldet, sowie Ölfarbe auf Leinwand, Ende des 18. Jahrhunderts von Dominique oder Joseph Labroise, Retabel um 1905 | Hoff, in der Kirche St-Martin (Lage) | PM57000331    | Classé       | 1982  |      |
| Zwei Seitenaltäre             | jeweils Altartisch und Retabel; Holz und Stuck, farbig gefasst, versilbert und vergoldet, Ende des 18. Jahrhunderts aus der Werkstatt Labroise                                                                                  | Hoff, in der Kirche St-Martin (Lage) | PM57000333    | Classé       | 1982  |      |
| Kanzel                        | Holz und Stuck, farbig gefasst und vergoldet, 18. Jahrhundert | Hoff, in der Kirche St-Martin (Lage) | PM57000332    | Classé       | 1982  |      |